# Элевтерий из Арче
Элевтерио (V век) — святой паломник из Арче. День памяти — 29 мая.
Житие святого окутано легендами. Св. Элевтерио происходил, вероятно, из Англии. В семье он получил христианское образование. В молодом возрасте со товарищий он решил отправиться в Палестину, чтобы посетить места, связанные с жизнью Спасителя. На обратном пути из паломничества в Святую Землю он решил пойти в Рим, по Аппиевой и Латинской дорогам.
Придя в Арче ночью, он попросился в гостиницу. Но хозяин, в дополнение к отказу, настроил против него даже больших бешеных собак, которые сразу же утихли при виде святого.
Следующим утром трактирщик был изумлён, найдя недалеко от таверны тело мертвого паломника, охраняемое мастифами и многочисленными змеями, которые лизали его ноги. Местным населением паломник был немедленно признан святым. Он стал почитаем как покровитель города.

## Почитание

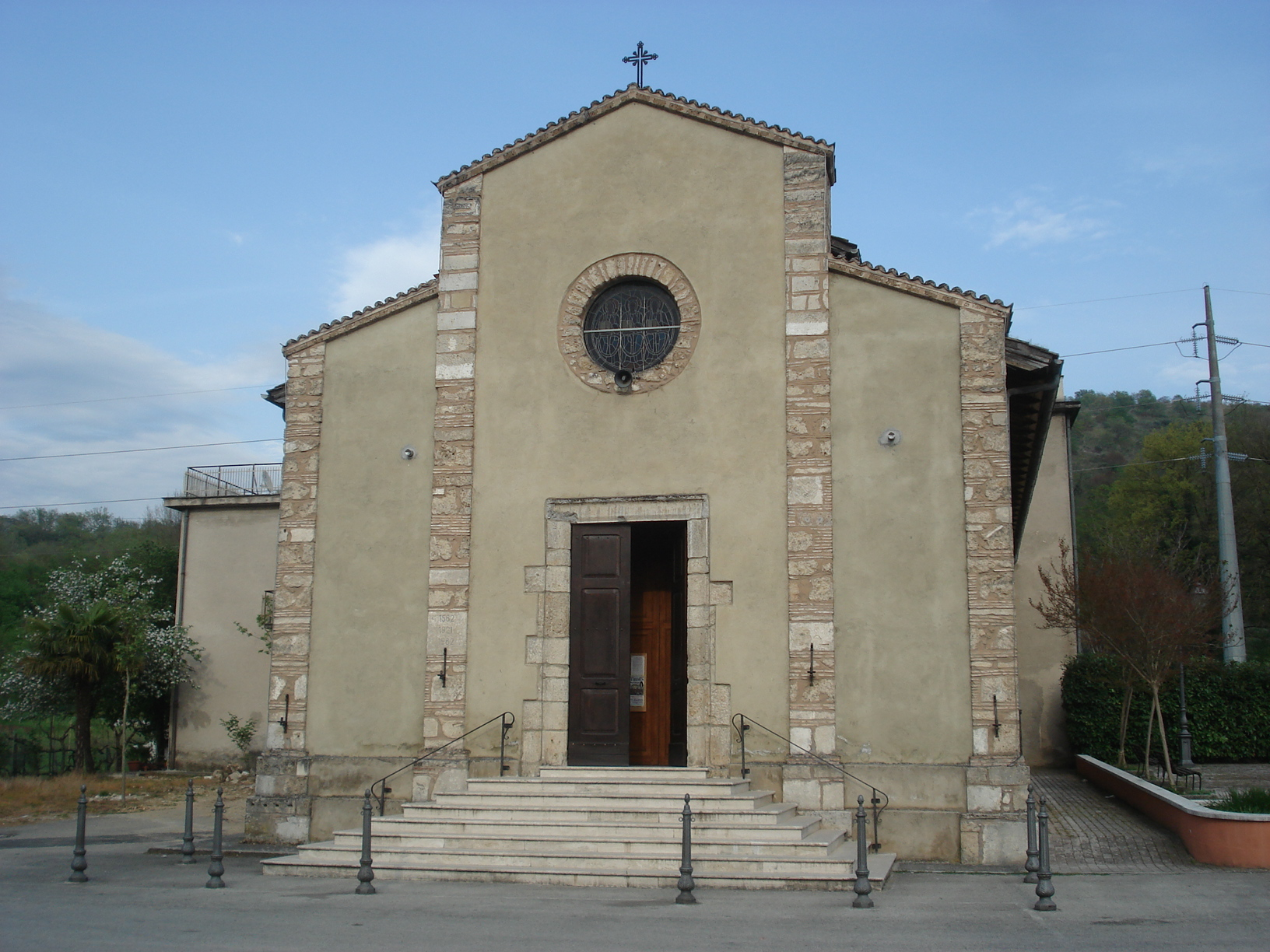
Храм-санктуарий св. Элевтерия

После кончины св. Элевтерия на теле его была обнаружена железная цепь, которую он использовал в качестве вериг. Эта цепь была перекована в два ключа, которые хранятся благоговейно местными жителями. Мощи святого почивают в приходской церкви свв. Петра и Павла, что в Арче, под алтарем, освященном в честь святого.
Св. Элевтерию молятся против укуса бешеных собак и змей. Шествия с поминанием святого во время засухи 1949 года, после которых пошли обильные дожди, отмечены на мемориальной доске.
Почитание св. Элевтерия также распространено и в соседних с Арче местностях, особенно в Аквино, где сохранилась деревянная статуя святого, созданная в восемнадцатом веке. В торжественной процессиях выносится статуя святого. Святой всегда изображается как паломник, с сосудом для воды, с посохом в руках и с двумя собаками на цепях.